# Красноголовець білий
Красноголовець білий (Leccinum percandidum) — вид їстівних базидіомікотових грибів родини болетові (Boletaceae).

## Поширення
Росте по всій лісовій зоні у вологих соснових лісах з домішкою ялини та інших дерев. Гриб поширений у Росії, Естонії, Латвії та Білорусі, в Західній Європі і Північній Америці.

## Опис
Красноголовець білий — гриб великий, з м'ясистим капелюшком (в діаметрі до 25 см) білого або сіруватого кольору. Нижня поверхня дрібнопориста, у молодого гриба біла, потім стає сіро-коричневою. М'якоть міцна, біля основи ніжки звичайно синьо-зеленого кольору, на зламі швидко синіє до чорноти. Ніжка висока, донизу потовщена, біла з  довгастими білими або коричневими лусочками.

## Використання
Красноголовець білий їстівний гриб другої категорії. Збирають з середини серпня і до кінця вересня. Вживають в їжу так само, як підосиковики. Молоді гриби краще маринувати, а великі зрілі - смажити або сушити.